# مايكروسوفت أوفيس 2010
أوفيس 2010، الاسم الكودي: أوفيس 14 هو الإصدار التالي لإصدار أوفيس 2007.
يتوقع أن يحتوى هذا الإصدار على عدة ميزات جديدة مثل تحسينات في واجهة المستخدم وغير ذلك.
لأول مرة يتم تقديم نسخة بنظام 64 bit
يعمل على أنظمة ويندوزWindows XP SP3، ويندوز فيستا، 7
ولأول مرة أيضًا سيتم تقديم نسخ مجانية لبرامج Word, Excel, Powerpoint, OneNote تعمل من خلال النت (أونلاين) بدعم لأشهر المتصفحات (Windows Internet Explorer, Mozilla Firefox, Apple Safari) وسيتم إصدارها تحت اسم Office Web Apps لتكون منافساً لتطبيقات أخرى مثل Google Docs.
مايكروسوفت أوفيس (Microsoft Office) هي حزمة مكتبيّة من إنتاج شركة مايكروسوفت، تضمّ العديد من البرامج التي تهتم بمعالجة الأمور المكتبيّة، مثل: برنامج وورد لتحرير النّصوص (Word)، برنامج بوربوينت للعروض التقديميّة (PowerPoint)، برنامج إكسل للقوائم وجداول البيانات (Excel)، برنامج آكسس لإنشاء قواعد البيانات (Access) وبرنامج الآوت لوك لإدارة البريد الإلكتروني (Microsoft Outlook) وغيرها.
تعريف البرنامج:
برنامج مايكروسوفت وورد 2010 هومن أنواع البرامج التطبيقية وأحد برامج حزمة اوفس 2010 وهو مخصص لمعالجة الكلمات، حيث يتيح إدخال الكلمات بصورة إلكترونية على صفحات افتراضية ضمن ملف مع امكانية إدراج الجداول والصور والمخططات الإحصائية هذه تحت اسم "Document "مُستند الصفحات تكون قابلة للطباعة، للتنضيد، وللتحديث مع امكانية الاحتفاظ بالملف الاصلي دون تأثير. كذلك يوفر لنا البرنامج امكانية ترتيب البيانات Sorting والبحث Find وإنشاء روابط Hyperlink داخل المستند الواحد أو ربط نص فعّال بملف خارجي من نوع اخر.
تشغيل البرنامج:

## التاريخ والتنمية
بدأ التطوير في عام 2007 بينما كانت مايكروسوفت تنهي العمل على Office 12، الذي تم إصداره باسم مايكروسوفت أوفيس 2007. تم تخطي رقم الإصدار 13 بسبب الخوف من الرقم 13. كان يُعتقد سابقًا أن أوفيس 2010 (الذي كان يُسمى آنذاك Office 14) سيشحن في النصف الأول من 2009.
في 15 أبريل 2009، أكدت مايكروسوفت أن Office 2010 سيصدر في النصف الأول من عام 2010. وأعلنوا في 12 مايو 2009، في حدث Tech Ed ، عن إصدار تجريبي من الإصدار 64 بت. تم تسريب معاينة المعاينة الفنية 1 (الإصدار: 14.0.4006.1010) في 15 مايو 2009.

## إصدارات حزمة مايكروسوفت
هناك عدد من الإصدارات لبرامج (Microsoft Office)، أوّل إصدار كان (Office 97)، من ثمّ (Office 2000)، ثمّ (Office 2003)، ثمّ (Office 2007)، ثمّ (Office 2010)، ثمّ (Office 2016). وأحدث إصدار حتّى الآن هو (Office 2019).

## مميّزات إصدارات أوفيس (Office 2010)
تمكّنك برامج مايكروسوفت أوفيس (Microsoft Office) من إنشاء محتوى رائع المظهر بسرعة وسهولة، إليك بعض المميزات المتوفّرة في هذه البرامج:
1. التنبيه للأخطاء الإملائيّة والنحويّة، فهي تحتوي على مدقق إملائي ونحوي، يساعد المستخدم على تجنّب مثل هذه الأخطاء بسهولة.
2. توفّر عدد كبير ومتنوّع من المخططات الجديدة والرسوم البيانيّة والأشكال ثلاثيّة الأبعاد والخلفيّات المتعدّدة والظلال وتنسيقات أخرى جميلة.
3. توفّر علامات التبويب (القوائم) التي تحتوي على المهام بشكل منظّم وواضح.
4. تقسيم المهام في كلّ علامة تبويب إلى مهام فرعيّة توضع في مجموعات بشكل مناسب.
5. حجم الملفات الصغير؛ حتّى لا تحجز مكانًا في ذاكرة الجهاز عبثًا.
6. إمكانيّة تصدير جميع ملفات مايكروسوفت أوفيس إلى ملفّات (PDF) أو غيرها من التّنسيقات؛ ممّا يساعد على تجنّب فقدان العمل إذا تمّ إغلاق العمل بشكل غير متوقّع.
7. التّقليل من الوقت والجهد المبذول على التنسيق.
8. إدارة البريد الإلكتروني بكلّ سهولة ويُسر من خلال برنامج (Outlook).
Xtraman

### تطبيقات الويب Online Apps
تعتبر هذه الميزة هي الميزة الأهم التي تم تقديمها في مجموعة Office 2010، وهي عبارة عن مجموعة متكاملة من برامج Office 2010 المتوافرة فقط عبر الويب، وهي برامج محدودة لكنها توفر للمستخدم جميع الوظائف الرئيسية التي قد يحتاجها أي مستخدم لإنشاء وتحرير أي مستند.
المجموعة التي أُطلق عليها اسم Web Apps تتضمن نسخ مبسطة من برامج Word و Excel و PowerPoint و OneNote والمثير أن هذه البرامج متاحة أمام المستخدمين على الويب بالمجان تماماً ما يعني أنها ستتنافس بقوة مع مجموعة Google Docs المشابهة أو حتى المجموعات الأخرى المماثلة المتوافرة عبر الويب أيضاً مثل Zoho أو Glide.
ولن يكون المستخدم مضطراً لشراء Office 2010 لكي يستفيد من مجموعة تطبيقات الويب، وسيتمكن المستخدم أيضاً من تخزين المستندات التي يقوم بإنشائه على خدمة Skydrive وهي الخدمة التي وفرتها مايكروسوفت لمستخدمي مجموعة Web Apps والتي تقدم بدورها مساحة تخزين تبلغ 25 جيجابايت لكل مستخدم، والمثير للاهتمام حقاً هو ذلك الترابط السلس بين المجموعة المكتبية من ناحية ومجموعة الويب من الناحية الأخرى، حيث يمكن الآن إنشاء مستندات على الجهاز ثم استخدام الخيارات في منطقة Backstage لوضعها على خدمة Skydrive وجعله مشتركاً مع العديد من الأشخاص في نفس الوقت بحيث يمكنهم استعراضه والمشاركة في تحريره.

## امتدادات ملفات مايكروسوف اوفيس المختلفة
لكلّ ملف من ملفّات نظام ويندوز امتداد خاص به، يبيّن لنا نوع الملف ويبيّن البرنامج الذي يمكن أن يتعامل معه. فمثلاً:
1. امتداد مستندات (Microsoft Word) هو (Docx).
2. امتداد ملفات (Microsoft PowerPoint) هو (pptx).
3. امتداد ملفات برنامج (Microsoft Excel) هو (xlsx).
4. امتداد ملفات برنامج (Microsoft Access) هو (accdb). وهذه الامتدادت جميعها لبرامج (Microsoft Office) من الإصدارات التي تلي إصدار (Microsoft Office 2003) أي إصدارات 2007 وما بعدها، وهذه الملفّات لا يمكن فتحها بالنُّسخ القديمة من مايكروسوفت أوفي، وأمّا الإصدارات القديمة وهي إصدارات 2003 وما قبل، فامتداداتها هي: (doc, xls, ppt).

طرح في 15 أبريل 2010